# Жеглов Володимир Юрійович
Володимир Юрійович Жеглов (рос. Владимир Юрьевич Жеглов), (4 червня 1969, Москва, СРСР — 12 грудня 2023, Москва, РФ) — російський дипломат. Тимчасовий повірений у справах Росії в Україні (2022). Надзвичайний і повноважний посланник 2-го класу. Останній дипломат країни-агресора в Україні.

## Біографія
Народився 4 червня 1969 року у Москві. У 1993 році закінчив Московський державний інститут міжнародних відносин МЗС Росії і вступив на дипломатичну службу.
у 2015—2021 рр. — старший радник, заступник Постійного представника РФ при ОБСЄ у Відні.
У 2021—2022 рр. — радник-посланник Посольства РФ в Україні.
З 10 лютого 2022 по 24 лютого 2022 року був тимчасовим повіреним у справах Росії в Україні
з вересня 2022 року по червень 2023 року — заступник директора Другого департаменту країн СНД.
З червня 2023 року був послом з особливих доручень МЗС Росії.
12 грудня 2023 року помер на 55-му році життя після тяжкої тривалої хвороби.

## Нагороди та відзнаки
- Медаль ордена «За заслуги перед Вітчизною» ІІ ступеня,
- відзначений почесними грамотами президента РФ та МЗС Росії[4].